# Melitta Otto-Alvsleben

Melitta Otto-Alvsleben, Brustbild

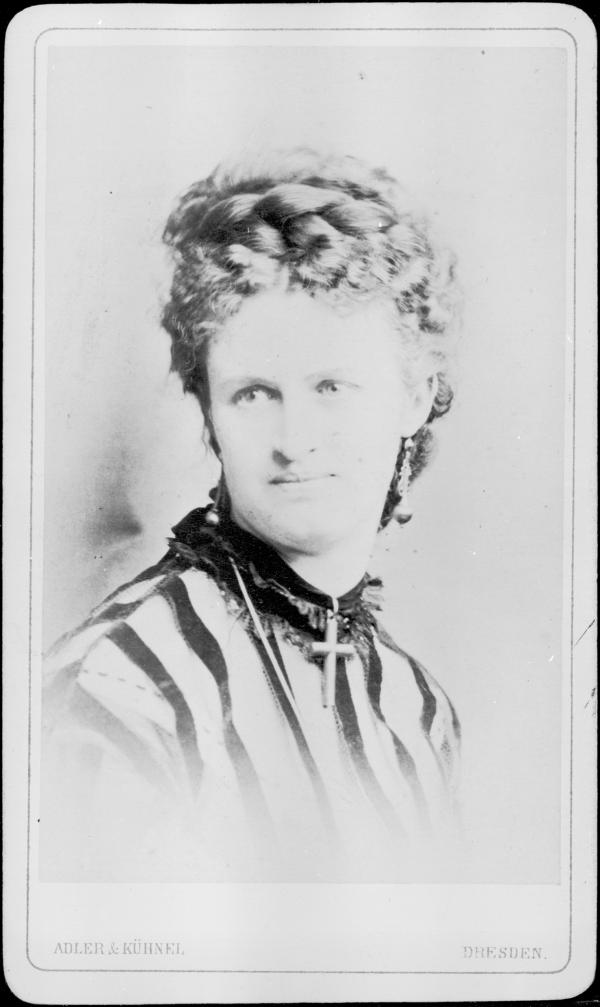
Melitta Otto-Alvsleben, Brustbild

Melita Alvsleben, Kniestück

Henriette Melitta Otto-Alvsleben, auch Melita Alvsleben, (* 16. Dezember 1842 in Dresden; † 13. Januar 1893 ebenda) war eine deutsche Opernsängerin (Sopran) und Gesangspädagogin.

## Leben
Alvsleben begann im Alter von 14 Jahren eine dreijährige Ausbildung (1856 bis Ende März 1860), zuerst als Pianistin, dann als Sängerin am Dresdner Konservatorium bei Thiele.
Nach deren Abschluss debütierte sie am 29. März 1860, zuerst gegen den Widerstand des Generalintendanten der Oper Wolf Adolf August von Lüttichau, der sie für ungeeignet hielt und ihr zuerst zehnmal ein Vorsingen verweigerte. Dennoch gelang es ihrem Förderer Julius Pabst, sie bei einem Vorsingen unterzubringen, woraufhin sie doch noch von Lüttichau für 400 Taler pro Jahr angestellt wurde.
In Dresden blieb sie als lyrischer und Koloratursopran bis 1873 am Dresdner Hoftheater engagiert. Ihr Jahresgehalt stieg schnell auf 600, 1200 und 1800 Taler.
Sie heiratete 1866 den späteren Oberzollrat Max Otto.
Alvsleben wirkte in der Uraufführung der Oper Der Haideschacht von Franz von Holstein am 24. Oktober 1868 in Dresden mit. Als Konzertsängerin gab sie beispielsweise das Sopransolo der 9. Sinfonie bei der wegen des Deutsch-Französischen Kriegs um ein Jahr verschobenen Beethoven-Hundertjahrfeier 1871 in Bonn.
Ihr Auslandsdebüt gab sie 1873 in London, als sie die Pianistin Clara Schumann bei einem Konzert in der St. James’s Hall begleitete. Aufgrund des großen Erfolgs mit der Matthäus-Passion von Bach im selben Jahr in Manchester wirkte sie für die nächsten zwei Jahre als  eine der gefragtesten Oratoriensolistinnen in England und Schottland. Bemerkenswerte Konzerten gab sie in der Royal Albert Hall wie auch im Crystal Palace in London sowie beim Leeds Festival von 1874.
Im Jahr 1875 wurde Otto-Alvsleben als Primadonna an das Hamburgische Stadt-Theater berufen. 1877 kehrte sie an die Dresdner Hofoper zurück, wo sie bis zu ihrem Bühnenrücktritt 1883 wirkte („Friedrichstädter Nachtigall“). Anlässlich ihres Rücktritts wurde sie zum Ehrenmitglied des Dresdner Opernhauses ernannt (nach dem Stadtlexikon soll dies bereits 1879 erfolgt sein, so auch Kohut).
Im Jahr 1879 trat Otto-Alvsleben auf dem Cincinnati Music Festival auf.
Nach ihrem Rücktritt arbeitete sie nur noch als Konzert- und Oratoriensängerin und als Gesangspädagoge.
Ihre Sommer verbrachte sie in der Oberlößnitz, wo sie eine Wohnung hatte. Nach ihrem Tod wurde dort in Wohnungsnähe der Alvslebenplatz nach ihr benannt. Dies war eine Ehrung durch den Verschönerungsverein für die Lößnitz, da sie diesem durch die Teilnahme an zahlreichen Benefizkonzerten zu finanziellen Einnahmen für seine gemeinnützigen Aktivitäten verholfen hatte.
Otto-Alvsleben verstarb 1893 in Dresden und wurde auf dem Inneren Neustädter Friedhof beigesetzt.
Otto-Alvsleben war mit der Großen Goldenen Medaille Virtuti et ingenio ausgezeichnet.

## Rollen (Auswahl)
- Anna in Hans Heiling von Heinrich Marschner
- Rowena in Der Templer und die Jüdin von Heinrich Marschner
- Königin der Nacht in der Zauberflöte von Wolfgang Amadeus Mozart
- Martha in Martha von Friedrich von Flotow
- Alice in Robert le diable von Giacomo Meyerbeer
- Eva in den Meistersingern von Richard Wagner